# Rue Baron Horta

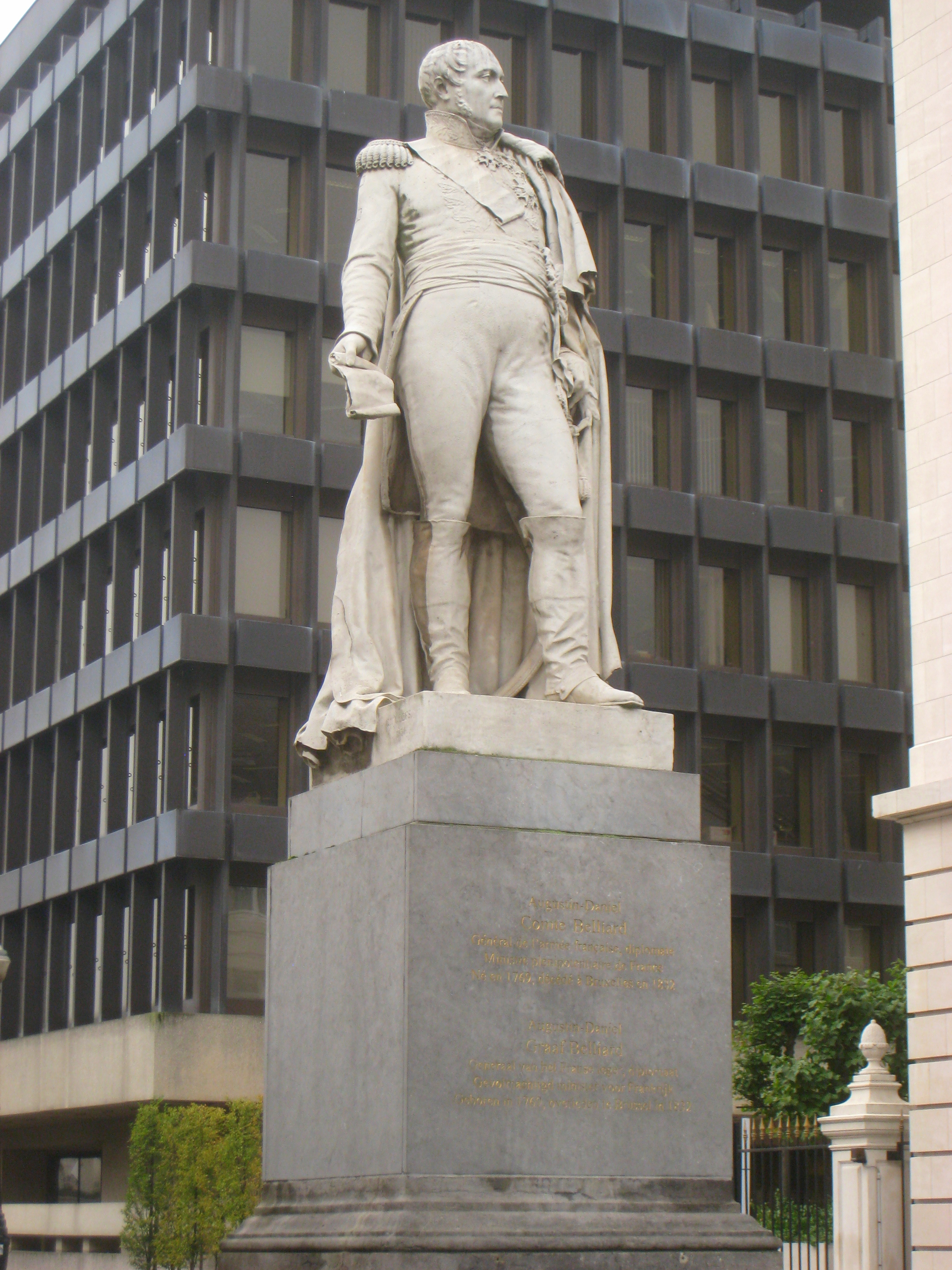
Statue du général Belliard

La rue Baron Horta (Baron Hortastraat en néerlandais) est une courte artère de Bruxelles-ville qui va de  la rue Ravenstein à la rue Royale. 
Elle doit son nom actuel à Victor Horta, l'architecte du Palais des Beaux-Arts, dont l'entrée principale se situe au coin de la rue Ravenstein. 

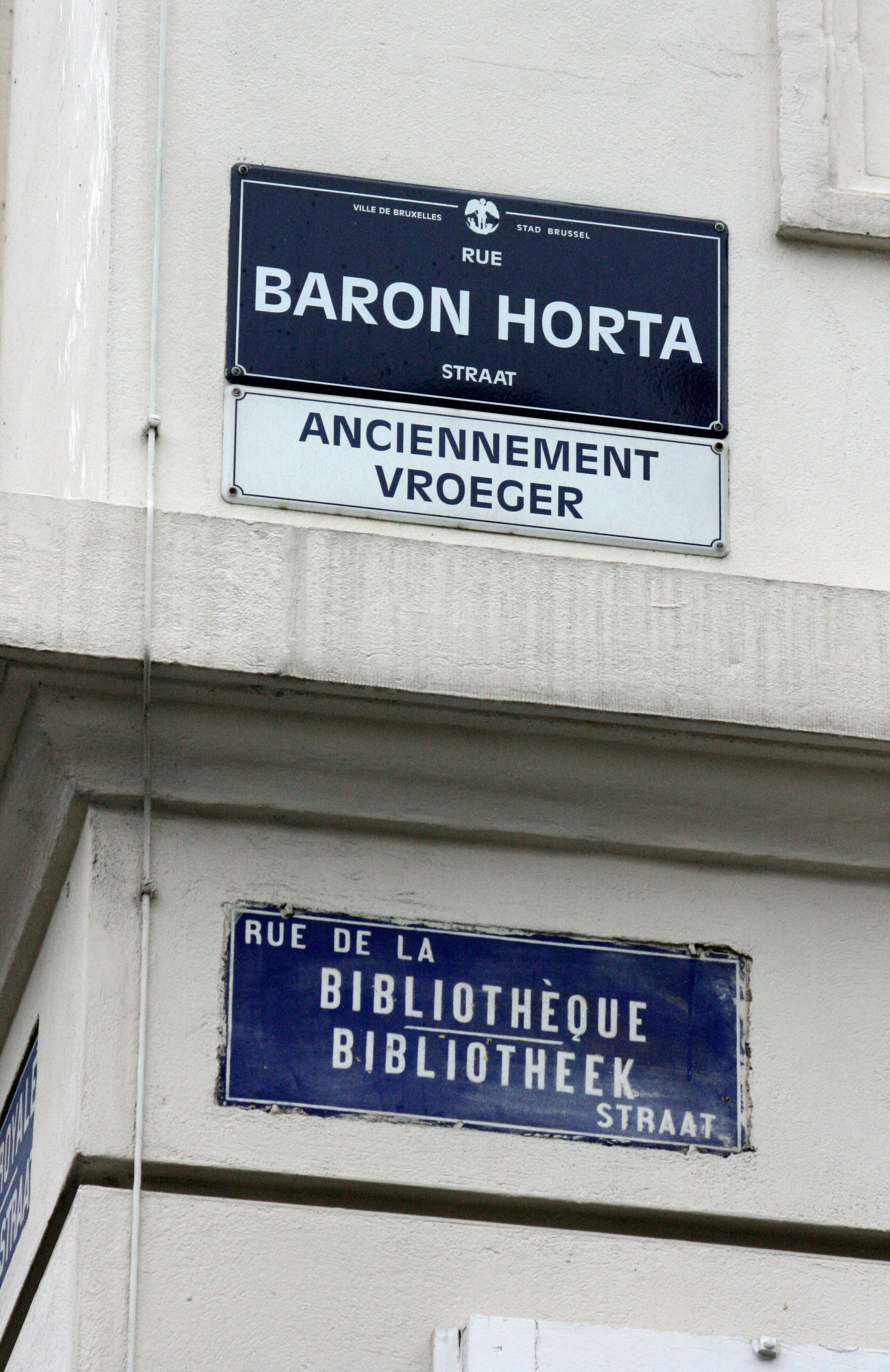
Plaque rappelant l'ancien nom de la rue

L'importante dénivellation (neuf mètres) entre la rue Royale nivelée au XVIIIe siècle et la rue Ravenstein est rachetée par un escalier. La rue Baron Horta s'appelait jadis « passage de la Bibliothèque », un nom qui rappelle la « Domus Isabellae » qui se trouvait au niveau du bas de l'escalier actuel. Cet édifice, construit en 1625 par l'archiduchesse Isabelle pour les arbalétriers, abrita au XVIIIe siècle, les ouvrages provenant de la « Bibliothèque de Bourgogne » rescapés de l'incendie de l'ancien palais du Coudenberg en 1731. Lors de la démolition de la « Domus Isabellae » sous le régime français à la fin du XVIIIe siècle, on construisit à son emplacement un escalier reliant la rue Royale à la rue Isabelle. La réalisation de la jonction Nord-Midi entraîna la destruction de l'ancien quartier Isabelle et Terarken, la disparition de la rue Isabelle et un réaménagement complet du quartier au début du XXe siècle. Après le percement de la rue Ravenstein, l'architecte François Malfait exécuta en 1921-1923 un nouvel escalier monumental agrémenté d'une fontaine sculptée par Jacques Marin. 

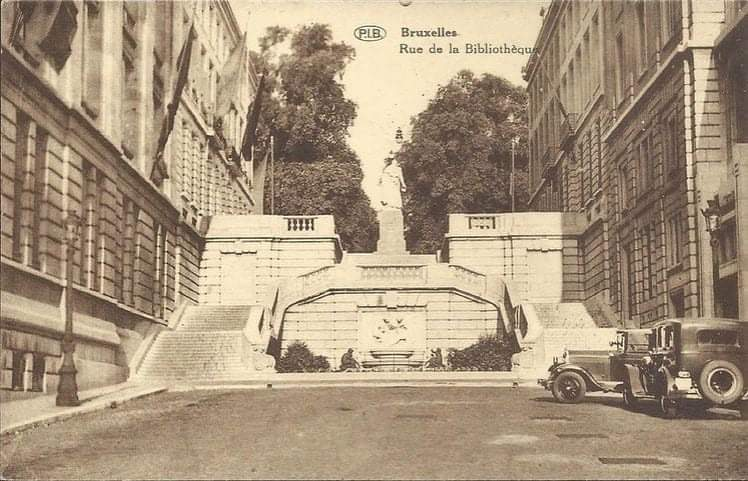
Carte postale d'époque

 En haut de cet escalier, au débouché de la rue Baron Horta sur la rue Royale, se trouve une statue du général Belliard, une œuvre de Guillaume Geefs réalisée en 1836. Inauguré en 1838, ce monument fut la première statue publique de Bruxelles représentant une personne non royale ou sacrée.
Au n° 9 se trouve le Musée du cinéma de Bruxelles, rebaptisé « Cinematek » en 2009.